# Amalie Dollerup
Amalie Mathisson Dollerup (født 15. april 1986) er en dansk skuespillerinde, der er uddannet fra skuespillerskolen ved Aarhus Teater i 2010. Hun blev kendt fra tv-serien Strisser på Samsø, og har siden medvirket i flere film og tv-serier, heriblandt Badehotellet. Hun har også lagt stemme til flere animationsfilm, medvirket i en række musicals såsom Saturday Night Fever og En Kort En Lang. I sommeren 2018 medvirkede hun i Cirkusrevyen på Bakken, og i 2019 spillede hun hovedrollen som musen i Mød mig på Cassiopeia på Folketeatret.

## Karriere
Hun debuterede i filmen Kun en pige i 1995, hvor hun spillede den unge Lise Nørgaard. Hun slog dog for alvor igennem som Sille Torp datter af Christian Torp (Lars Bom) i tv-serien Strisser på Samsø (1997-1998). I 1997 havde hun hovedrollen i filmen Nonnebørn, hvilket indbragte hende en Bodilnominering.
Da hun var 15 år besluttede hun at sætte sin skuespilkarriere på pause for at gå i gymnasiet. I 3.g kom hun dog tilbage for at medvirke i en forestilling på  Teatret ved Sorte Hest.
Udover film og tv har Amalie Dollerup medvirket i en række teaterforestillinger. Hun fik sin scenedebut på Amager Scenen, hvor hun i 1993 spillede med i Eventyrteatrets musical Klodshans. Året efter medvirkede hun i Amager Scenens opsætning af musicalen Sound of Music, i 1996 spillede hun titelrollen i Annie (Amager Scenen), og i 2000 spillede hun Wendy i musicalen Peter Pan på Det Ny Teater. Hun har efterfølgende medvirket i bl.a. Helvede på Teatret ved Sorte Hest (2005), turnéforestillingen Frode og alle de andre rødder (2006), Det Gyldne Kompas på Aarhus Teater (2008) og Blå Mandag 4ever! på teatret Svalegangen i Aarhus.
Fra 2011 til 2015 var Amalie Dollerup fastansat på Aalborg Teater. Her medvirkede hun bl.a. i Den Gyldne Drage, Begravelsen af Thomas Vinterberg, Anne Linnet teaterkoncerten Jeg er jo lige her, Ødipus på Kreta, Kirsebærhaven, Alice i Eventyrland og musicalen En kort en lang, som i 2014 vandt Reumert-prisen for Årets Musicalteater/show.
Siden 2014 har hun medvirket i TV 2's tv-serie Badehotellet, hvor hun spiller overklassepigen Amanda, som er en af seriens hovedroller. Hun blev i januar 2015 nomineret til en Robert for bedste kvindelige birolle i en tv-serie for rollen. Serien blev et stort hit, og i 2022 havde sæson 9 premiere.
I foråret 2016 medvirkede Amalie Dollerup i musicalkoncerterne I Love Musicals 2 sammen med Preben Kristensen, Maria Lucia Rosenberg og Søren Launbjerg, og i 2017 spillede hun den kvindelige hovedrolle, Stephanie, i musicalen Saturday Night Fever, produceret af The One and Only Company. Her spillede hun over for blandt andre Silas Holst, Bodil Jørgensen og Allan Olsen.
I sommeren 2018 medvirkede hun i Cirkusrevyen på Bakken, hvor hun spillede over for blandt andre Lisbeth Dahl og Ulf Pilgaard.
I 2019 spillede hun hovedrollen som musen Polyhymnia i Mød mig på Cassiopeia på Folketeatret.
Hun har også lagt stemme til adskillige tegnefilmsfigurer, bl.a. Hanne i Toy Story, Alice i Alice i Eventyrland, Starfire i Teen Titans, Simbas datter, Kiara (barn) fra Løvernes Konge 2: Simbas stolthed, Channing i Fartstriber, Sam i Hop, Gylfie i Legenden om vogtere – Uglerne fra Ga'Hoole og Lucille i Un monstre à Paris.
Derudover har Amalie Dollerup medvirket i adskillige radiodramaproduktioner på DR. Heriblandt Uden for Borgen (2010), Venedigmasken (2011) og Belejringen (2012).
I 2013 medvirkede hun i sæson 3 af DR's tv-serie Borgen som Emma Ravn.

## Privatliv
Den 5. august 2017 blev hun gift med skuespiller Andreas Jebro, og de bor sammen i København.
I januar 2019, afslørede parret at de venter deres første barn til juni 2019. Deres søn blev født i juni 2019.

## Udvalgt filmografi

### Film
| År   | Titel            | Rolle                  | Noter |
| ---- | ---------------- | ---------------------- | ----- |
| 1995 | Kun en pige      | Lise Nørgaard som barn |       |
| 1997 | Nonnebørn        | Johanne                |       |
| 1998 | Forbudt for børn | Klara                  |       |
| 1998 | Bølle Bob        | Sara                   |       |
| 2017 | Thorn            | Bryllupsgæst           |       |

### Serier
| År          | Titel             | Rolle                         | Noter |
| ----------- | ----------------- | ----------------------------- | ----- |
| 1996        | Krummernes Jul    | Yrsa                          |       |
| 1997-1998   | Strisser på Samsø | Sille                         |       |
| 2013        | Borgen            | Emma                          |       |
| 2014 - 2024 | Badehotellet      | Amanda Berggren (født Madsen) |       |
| 2015        | Lillemand         | Pernille                      |       |
|             | Teen Titans       | Starfire                      |       |
|             | Ben 10            | Gwen Ten                      |       |
| 2022        | Dopamin           | Maiken                        |       |
| 2025        | Generationer      | Kristina, jordemoder          |       |

### Stemme til tegnefilm og animerede film
- Taran og den magiske gryde (1998) - Elonwy (Stemme)
- Alice I Eventyrland - Alice (Stemme)
- Pippi Langstrømpe (tegnefilm) (1997) (Stemme)
- Løvernes Konge 2: Simbas stolthed (1999) - Kiara (barn) (Stemme)
- Græs-rødderne (1998)
- Lady og Vagabonden 2: Vaks på eventyr (1998)
- Klokkeblomst og vingernes hemmelighed (2012) - Vinterlilje (Stemme)
- The Next Step (2013/2014) (Stemme)
- Tokyo Mew Mew (2002-2003)